# Megachile ecplectica
Megachile ecplectica är en biart som först beskrevs av Roy R. Snelling 1990.  Megachile ecplectica ingår i släktet tapetserarbin, och familjen buksamlarbin. Inga underarter finns listade i Catalogue of Life.